# Parc national de Kodar
Le parc national de Kodar (en russe : национальный парк «Кодар») est un parc national russe, dans le raïon du Kalar, dans le kraï de Transbaïkalie, d'une superficie de 491 709,9 ha (4 917,1 km2), fondé le 19 février 2018 par la résolution no 129 du gouvernement de la fédération de Russie.

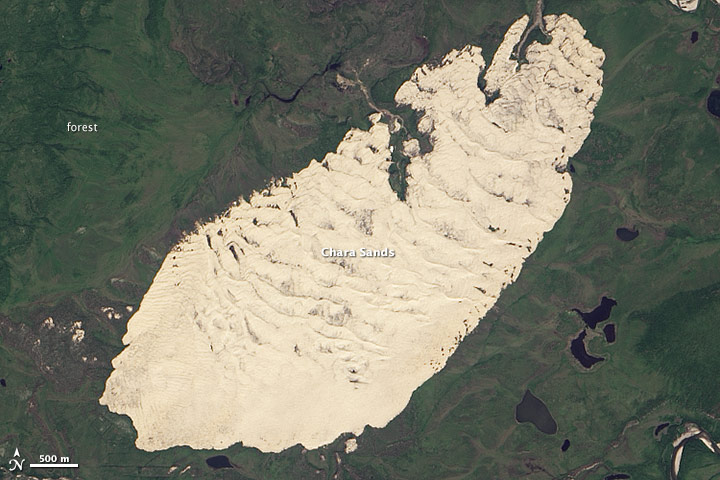
Désert de dune de Chara

## Topographie
La région glaciaire de Kodar comprend environ 40 glaciers. Ils s'étendent à une altitude variant de 2 200 mètres à 2 500 mètres. Le pic BAM y culmine à 3 072 mètres.
Depuis la création du parc le désert de dunes des sables de Tchara en fait partie. 

## Climat et écorégion
Le climat est continental et peut être assimilé à celui du grand nord. L'hiver est froid et long, la température moyenne en janvier est de −33,9 °C. Le nombre de jours avec un température moyenne de −25 °C, est de 94 jours. L'été est court, chaud et humide. Les jours durant lesquels la température quotidienne moyenne est de plus de +10 °C s'élèvent à 85 jours.

## Biodiversité

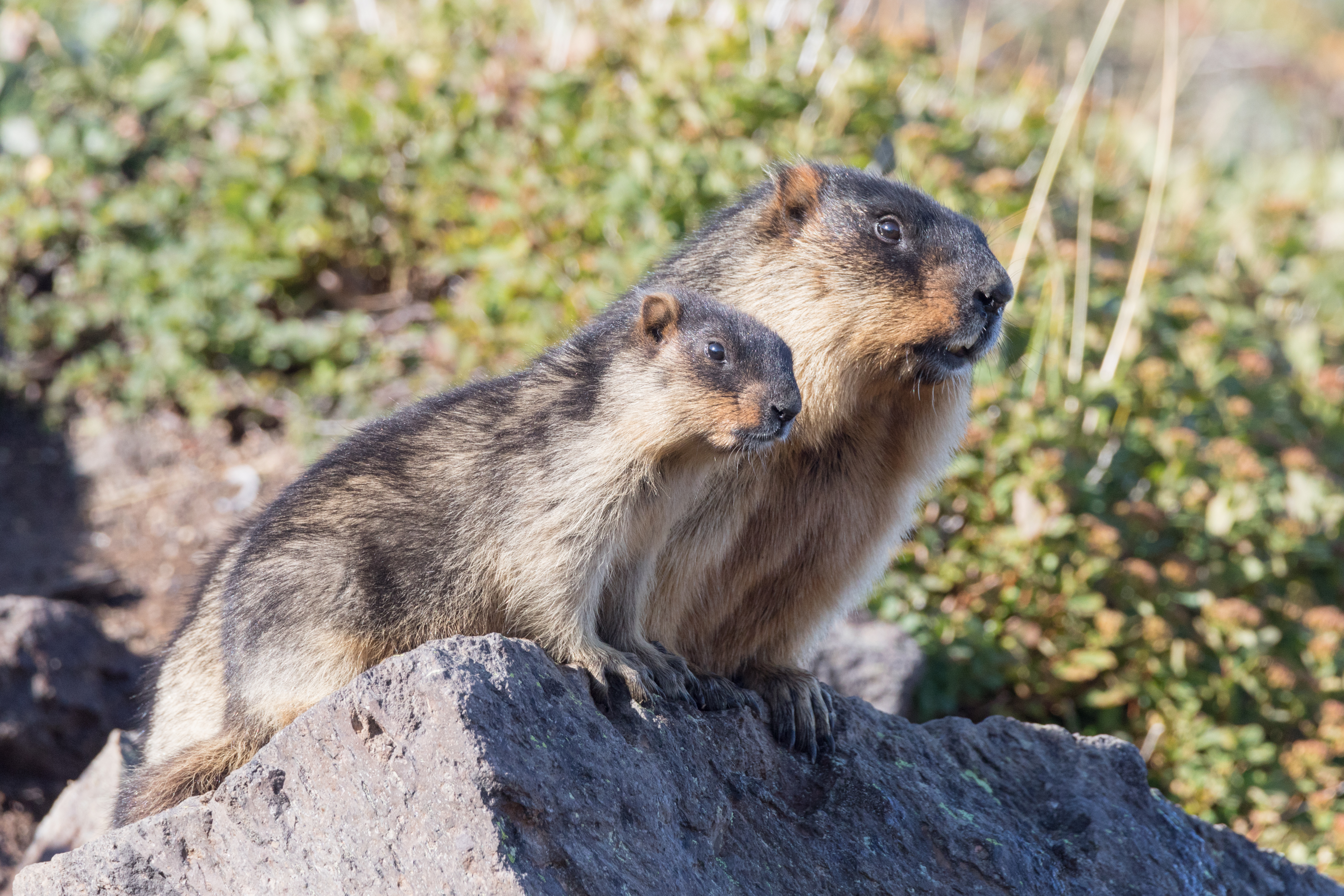
marmotte à tête noire

### Faune
La marmota camtschatica (marmotte du Kamtchatka ou marmotte à tête noire) et l'ovis nivicola
(mouflon des neiges) sont répandues dans la région ainsi que d'autres espèces rares citées dans le livre rouge de Russie,.

### Flore

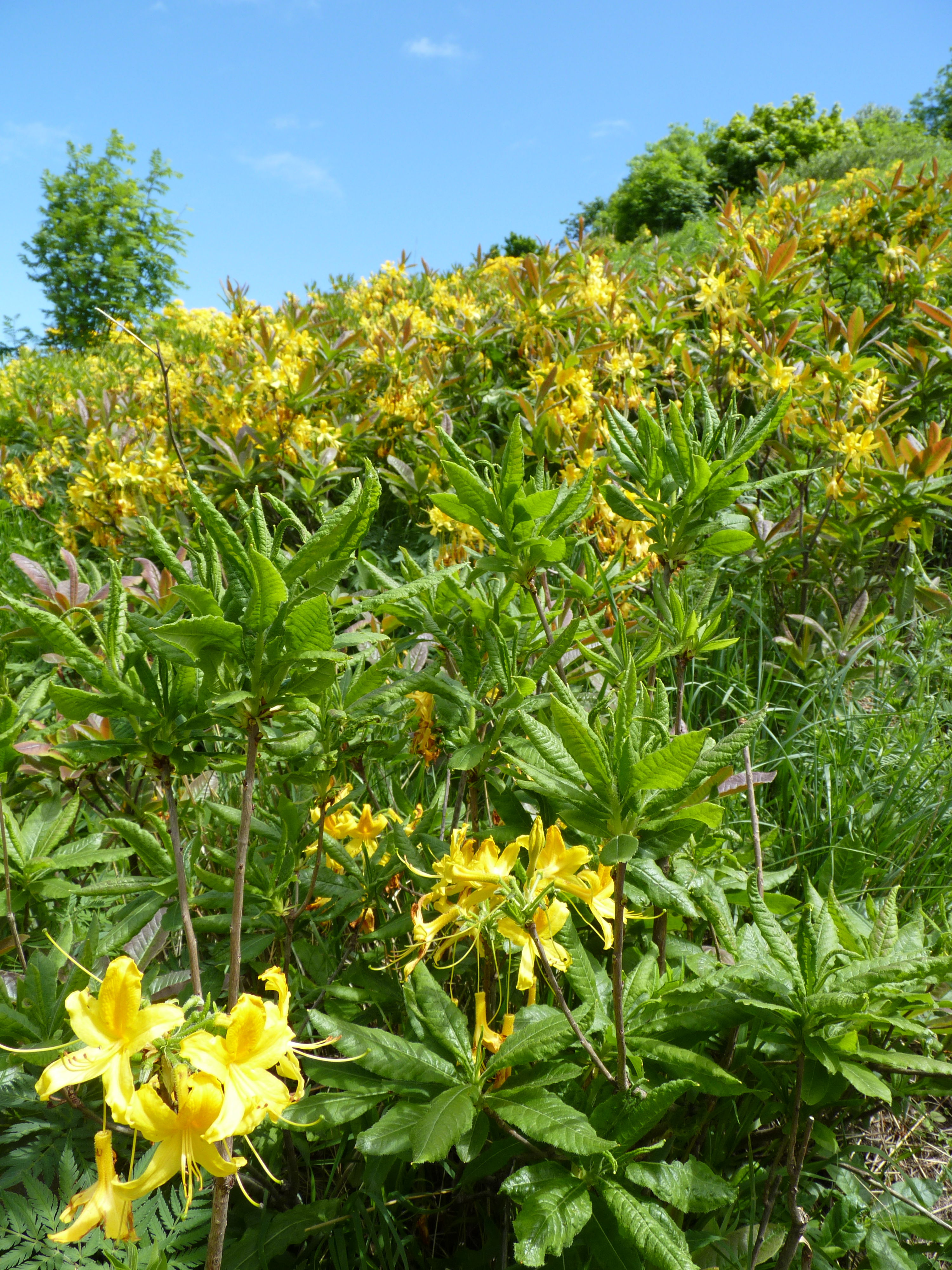
Rhododendron doré de montagne

Les pentes des crêtes sont couvertes de forêts de mélèzes, qui, à une altitude d'environ 1 600 mètres, laissent la place à des bandes de bouleaux. Puis s'étendent les prairies alpines et la toundra de montagne. Le long des lacs de montagnes se trouvent des variétés de rhododendron dorés.  

## Histoire
Le 15 janvier 1949, le conseil des ministres de l'URSS a décidé de créer le camp de travail pénitentiaire appelé Borlag à la Gorge de marbre, dont l'administration se trouvait à Tchita ville du kraï de Transbaïkalie mais qui relevait non seulement du Goulag mais directement de Moscou étant donné son caractère secret. Le nombre maximum de détenus était de 2 000 hommes. Ils ont extrait au total 1 200 kilos d'uranium. Puis, le Borlag a été fermé en 1951, notamment du fait de la difficulté des communications par voie aérienne ou terrestre. Depuis 1948, l'URSS mettait au point sa bombe atomique et les besoins en uranium étaient importants. Il s'est également vite avéré que le minerai était trop rare pour être exploité dans des galeries ouvertes à plus de 2 000 mètres d'altitude. 

## Tourisme
Le relief du Kodar est de type alpin, avec des différences d'altitudes importantes. Se sont formés des pics pointus, des sommets dentelés, mais aussi des plaines dénudées à la place de montagnes disparues parce que soumises à l'activité des glaciers ou à des soulèvements tectoniques tardifs. Le massif glaciaire ainsi formé en fait une grande attraction géologique au niveau fédéral.
D'Irkoutsk à Tchita la R258 (autoroute russe) permet d'atteindre l'extrémité sud de la zone du parc national. L'aéroport de Chara (en) (Chara) se trouve au nord du kraï de Transbaïkalie. La Gorge de marbre fait aussi l'objet de visites touristiques à l'emplacement de ce qui subsiste l'ancien camp de prisonniers Borlag.

## Galerie

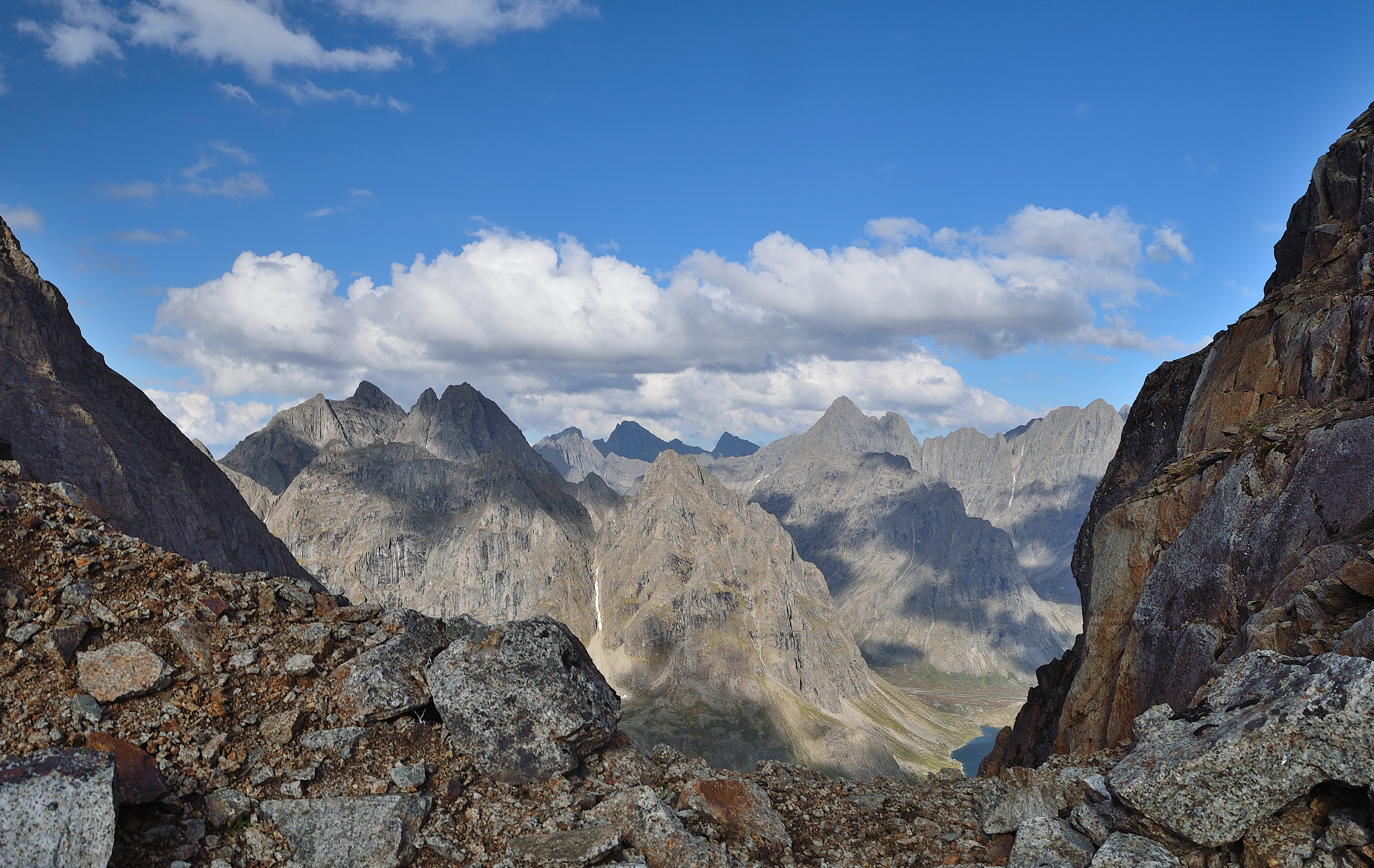
Une partie de la chaîne de montagnes vue du col de Lednikovy
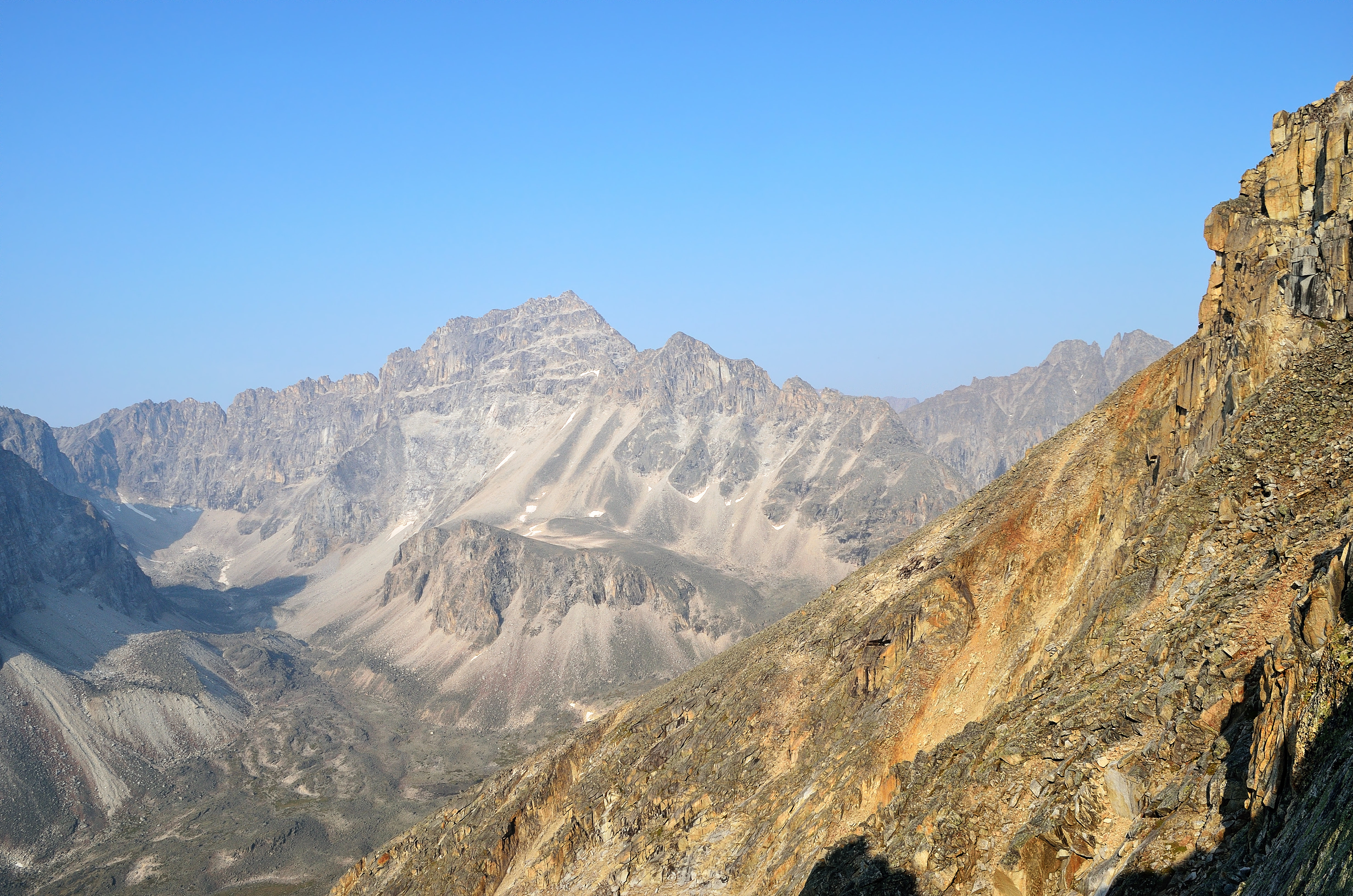
Vue du pic BAM du massif de Kodar
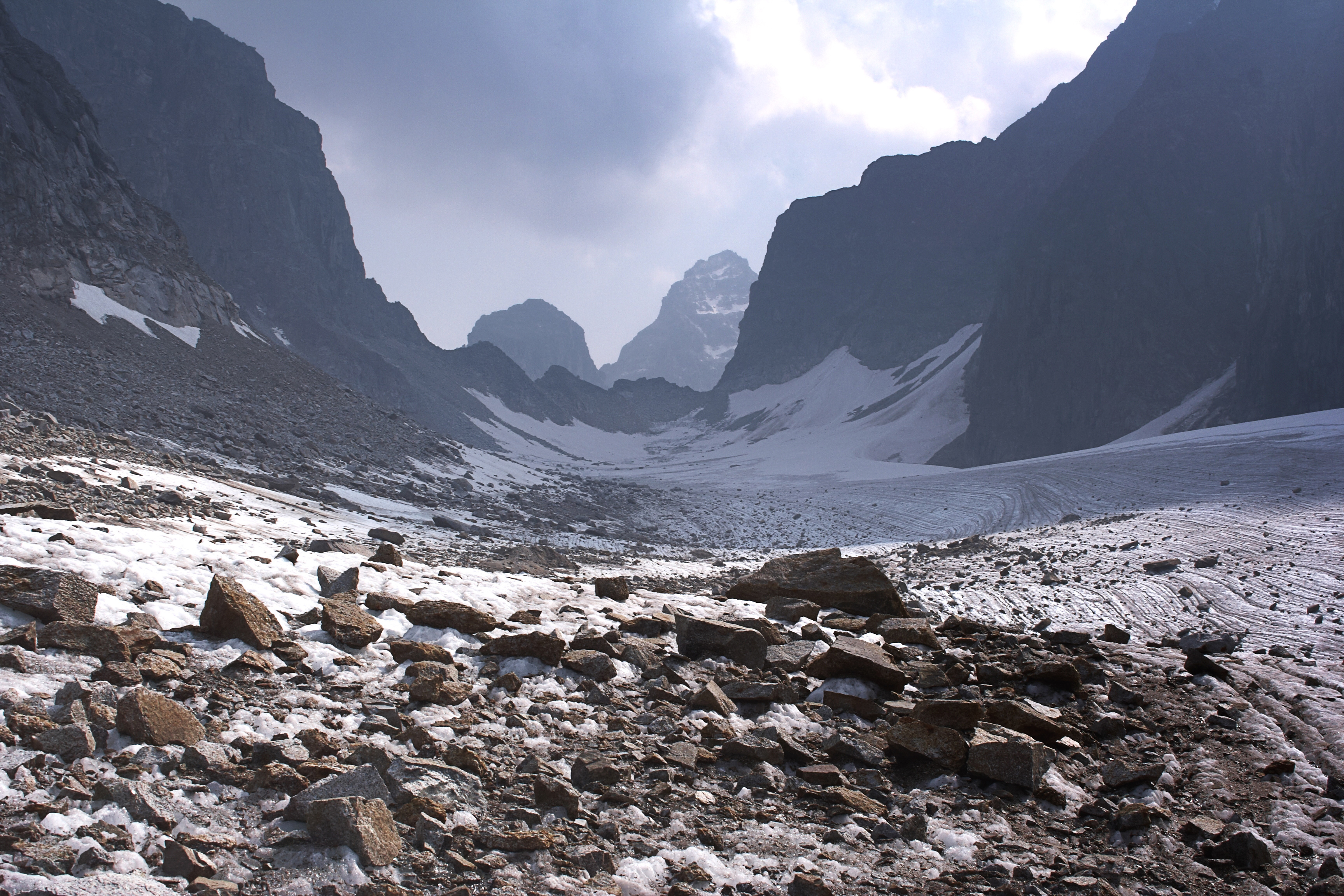
Glacier Azarova, du nom du géologue décédé dans un accident en 1949 près de la Gorge de marbre.